# ピカールの定理
ピカールの定理（英: Picard theorem）は、複素解析における定理。大定理と小定理があり、エミール・ピカールによって1878年に小定理が、1886年に大定理が証明された。

## ピカールの定理
ピカールの大定理（英: Picard's great theorem）は、孤立した真性特異点の近傍の像が高々唯一の点を除き複素平面全体を覆うことを主張する複素解析の定理である。具体的には、{\displaystyle f(z)}が{\displaystyle \mathbb {U} _{\delta }=\{z\in \mathbb {C} :\;0<|z-z_{0}|<\delta \}}で正則であり、{\displaystyle (z-z_{0})^{n}f(z)}が有界となる有限な自然数{\displaystyle n\in \mathbb {N} }が存在しないときに
{\displaystyle \exists {a\in \mathbb {C} },\forall {b\in \mathbb {C} \setminus \{a\}},\exists {z\in \mathbb {U} _{\delta }},f(z)=b}
であることを主張する。
ピカールの小定理（英: Picard's little theorem）は、大定理の系であり、定数以外の整関数の値域が高々唯一の点を除く複素平面全体に広がることを主張する。言い換えれば、複素平面から二点以上を欠く値域を持つ整関数は定数に限ることを主張する。ピカールの定理はカゾラーティ・ワイエルシュトラスの定理やリウヴィルの定理を強化したものである。

## 具体例
真性特異点を持つ関数の例として
{\displaystyle f(z)=e^{\left({\frac {1}{z}}\right)}}
を挙げる。任意の{\displaystyle v\in \mathbb {C} \setminus \{0\}}について
{\displaystyle z={\frac {1}{\log \left(v\right)+2{\pi }in}},\quad {n\geq {\frac {1}{2\pi \delta }}+1}}
とすれば{\displaystyle \left|z\right|<\delta }で{\displaystyle f(z)=v}となることが確かめられる。ピカールの大定理は、真性特異点を持つ他の関数も同様に振る舞うことを主張する。

## 大定理の証明
背理法による。{\displaystyle |z-z_{0}|<\delta }で{\displaystyle f(z)\neq \{a,b\}}であれば{\displaystyle |z|<1}で
{\displaystyle F(z)={\frac {f\left({\tfrac {z-z_{0}}{\delta }}\right)-a}{b-a}}\neq \{0,1\}}
である。
{\displaystyle M=\sup _{|z|=e^{-60\pi }}|F(z)|}
とする。{\displaystyle F(0)}が真性特異点であれば、カゾラーティ・ワイエルシュトラスの定理により
{\displaystyle {\begin{aligned}&\exists {z_{1}},|z_{1}|<e^{-60\pi },\left|F(z_{1})-\left(M+e^{15\pi }+1\right)\right|<1\\&\exists {z_{2}},|z_{2}|<|z_{1}|,|F(z_{2})-1|<{\tfrac {1}{2}}\\\end{aligned}}}
が存在するので
{\displaystyle {\begin{aligned}&F_{1}(t)=f(z_{2}{e}^{59{\pi }it})\\&F_{2}(t)={\frac {\log {F_{1}(t)}}{2{\pi }i}},\qquad (|\Im {F_{2}(0)}|\leq 1)\\&F_{3}(t)={\sqrt {F_{2}(t)}}\\&G(t)=\sinh ^{-1}F_{3}(t),\qquad (|\Im {G(0)}|\leq \pi )\end{aligned}}}
とする。
{\displaystyle |z_{2}|<|z_{1}|<e^{-60\pi }}であるから{\displaystyle F_{1}(t)}は{\displaystyle |t|<{\tfrac {60}{59}}}で正則である。{\displaystyle F_{1}(t)\neq \{0,1\}}であるから{\displaystyle F_{2}(t)}は正則であり、{\displaystyle F_{2}(t)\neq \{z\in \mathbb {Z} \}}である。{\displaystyle F_{2}(t)\neq \{0,1\}}であるから{\displaystyle F_{3}(t)}は正則であり、{\displaystyle F_{3}(t)\neq \{0,\pm {i}\}}である。故に{\displaystyle G(t)}は正則であり
{\displaystyle G(t){\neq }w\in \{\sinh ^{-1}{\sqrt {n}}+i\pi {m}|(n,m)\in \mathbb {Z} ^{2}\}}
である。従って、任意の{\displaystyle a\in \mathbb {C} }について、{\displaystyle G(t)+a-w}が根を持たない{\displaystyle |w|<2}が存在する。{\displaystyle t}を固定して
{\displaystyle {\begin{aligned}&H(u)={\frac {G\left(t+(1-|t|)u\right)-G(t)}{(1-|t|)G'(t)}}\\&H_{1}(u)=(1-|u|)H'(u)\\\end{aligned}}}
とする。{\displaystyle H(u)}は{\displaystyle |u|<{\tfrac {60}{59}}}で正則であり、{\displaystyle H(u)+a-w}が根を持たない{\displaystyle |w|<{\frac {2}{(1-|t|)G'(t)}}}が存在する。{\displaystyle H_{1}(0)=1}であるから
{\displaystyle \mathbb {U} =\{u\in \mathbb {C} :\;|u|<1,(1-|u|)\left|H'(u)\right|\geq {1}\}}
は空でない。{\displaystyle \mathbb {U} }の中で絶対値が最大のものを{\displaystyle u_{1}}として
{\displaystyle J(v)=2\left(H\left({\frac {1-|u_{1}|}{2}}v+u_{1}\right)-H\left(u_{1}\right)\right)}
とする。
{\displaystyle J(v)}は{\displaystyle |v|<1}で正則であり、{\displaystyle J(v)-w}が根を持たない{\displaystyle |w|<{\frac {4}{(1-|t|)G'(t)}}}が存在する。
これを微分すると
{\displaystyle J'(v)=(1-|u_{1}|)H'\left({\frac {1-|u_{1}|}{2}}v+u_{1}\right)}
となる。{\displaystyle |J'(0)|=|H_{1}(u_{1})|=1}である。{\displaystyle |J'(v)|} の最大値は、最大値の原理により
{\displaystyle \sup _{|v|<1}|J'(v)|\leq \sup _{|u|={\tfrac {1+|u_{1}|}{2}}}(1-|u|)|H'(u)|\leq (1-|u_{1}|){\frac {2}{1+|u_{1}|}}\leq 2}
である。
{\displaystyle \left|J'(v)-1\right|\leq 3}であるから、シュワルツの補題により {\displaystyle |J'(v)-1|\leq {3v}} であり、積分すると
{\displaystyle |J(v)-v|\leq {{\frac {3}{2}}|v|^{2}}}
となる。任意の {\displaystyle |w|<{\tfrac {1}{7}}} について
{\displaystyle {\begin{aligned}&J_{1}(v)=J(v)-w\\&J_{2}(v)=v-w\\\end{aligned}}}
とすれば {\displaystyle |v|={\tfrac {1}{3}}}の上で{\displaystyle |J_{1}(v)-J_{2}(v)|=|J(v)-v|\leq {\tfrac {1}{6}}<|J_{2}(v)|}であるから、ルーシェの定理により{\displaystyle J_{1}(v)}と{\displaystyle J_{2}(v)}は{\displaystyle |v|<{\tfrac {1}{3}}}の中に同数の根を持つが、{\displaystyle J_{2}(v)} が根を持つから{\displaystyle J_{1}(v)}も根を持たなければならない。そのためには
{\displaystyle \left|{\frac {4}{(1-|t|)G'(t)}}\right|\geq {\frac {1}{7}}}
でなければならない。{\displaystyle |t|<{\tfrac {1}{57}}}とすれば{\displaystyle |G'(t)|\leq {\tfrac {57}{2}}}となり、{\displaystyle |F_{1}(0)|=|F(z_{2})|<{\tfrac {1}{2}}}により{\displaystyle |G(0)|<{\tfrac {1}{2}}}であるから
{\displaystyle |G(t)|\leq |G(0)|+\left[{\frac {57}{2}}t\right]_{0}^{\frac {1}{57}}<1}
{\displaystyle |F_{1}(t)|=\left|e^{2{\pi }\sinh ^{2}{G(t)}}\right|<{e^{2{\pi }e^{2}}}<e^{15\pi }}
となり
{\displaystyle \sup _{|z|=|z2|}|F(z)|\leq \sup _{|x|\leq {\tfrac {1}{59}}}|F_{1}(x)|<e^{15\pi }}
となるが
{\displaystyle z_{1}\in \{z\in \mathbb {C} :\;|z_{2}|<|z|<e^{-60\pi }\}}
であり
{\displaystyle \sup _{|z|=e^{-60\pi }}|F(z)|=M<|F(z_{1})|}
であるから、最大値の原理により
{\displaystyle \sup _{|z|=|z2|}|F(z)|\geq {|F(z_{1})|}>e^{15\pi }}
でなければならない。故に逆の仮定は矛盾を孕む。

## 小定理の証明
小定理は大定理の系である。{\displaystyle f(z)}が整関数であれば{\displaystyle g(z)=f\left({\tfrac {1}{z}}\right)}は{\displaystyle z=0}以外に特異点を持たない。{\displaystyle z=0}が真性特異点であれば、大定理により{\displaystyle g(z)}は高々唯一の例外を除く全ての複素数値を取る。{\displaystyle g(0)}が極(若しくは除去可能な特異点)であれば、その主要部を除去したもの{\displaystyle g(z)-\sum {{c_{n}}z^{-n}}}は他に特異点を持たず有界であるからリウヴィルの定理により定数である。従って、{\displaystyle g(z)}は{\displaystyle z^{-1}}の多項式であり、それが定数でないかぎり、代数学の基本定理により全ての複素数値を取る。何れにせよ、{\displaystyle g(z)=f\left({\tfrac {1}{z}}\right)}は、それ定数でないかぎり、高々唯一の例外を除く全ての複素数値を取ることになる。